# Chyrila Pool
Der Chyrila Pool ist ein See im Westen des australischen Bundesstaates Western Australia. 
Der See liegt im Verlauf des Murchison River nordwestlich der Siedlung Milly Milly.